# Коштунићи
Коштунићи су насеље у Србији у општини Горњи Милановац у Моравичком округу. Према попису из 2022. било је 382 становника. Удаљено је 32 км од Горњег Милановца, а налази се поред старог пута за Пожегу. Надморска висина Коштунића је од 390 до 720 м, а површина износи 4.736 ха (највеће је село у читавој општини).

## Историја
На основу једног предања, на локалитету Џојићи у средњем веку постојала је православна црква у којој су се причестили ратници пред полазак у бој на Косово поље 1389. године, под вођством Орловића Павла. У селу постоји и шљачиште што доказује да је ту постојао рудник.
Наводно, село је своје име добило на основу шуме коштуничавих ораха којих је у селу било много. Име Коштунићи први пут се помиње у турском попису 1525. године. Тада су на том простору постојала два села: Чибан и Коштуница. Свако село је имало по 7 домова.
Село је било напуштено пред најездом Турака. Насељено је у 18. веку када су се ту доселили некадашњи становници Старог Влаха, Црне Горе, Јадра и са Косова поља.
Село је имало општину и основну школу. На сеоском гробљу налази се црква брвнара Свете Петке, пореклом из прве половине 19. века. Године 1996. изграђена је нова црква – црква Свете Петке у Коштунићима. Сеоска преслава је на мали Спасовдан, а вашари су у недељу по Петровдану и на трећи дан Божића. Било је седам записа.
Пореклом своје фамилије из Коштунића потиче Војислав Коштуница (бивши премијер Србије), из фамилије Дамјановића. Презиме Коштуница потиче од имена овог села. Из овога села је такође родом и бивши начелник генералштаба ВЈ Момчило Перишић.
Овде постоји туристичко насеље „Анђелија Мишић”.
У ратовима у периоду од 1912. до 1918. године село је дало 242 ратника. Погинуло их је 143 а 99 је преживело.

## Географија
Село је у Подгорини Сувобора, а куће су по странама, брежуљцима и косама, углавном на три дугачке косе. На територији овог села, на висоравни Сувобора је Равна гора.

## Демографија
У пописима село је 1910. године имало 1155 становника, 1921. године 1065 , а 2002. године тај број је спао на 666.
У насељу Коштунићи живи 551 пунолетни становник, а просечна старост становништва износи 46,2 година (45,3 код мушкараца и 47,0 код жена). У насељу има 211 домаћинстава, а просечан број чланова по домаћинству је 3,13.
Ово насеље је великим делом насељено Србима (према попису из 2002. године), а у последња три пописа, примећен је пад у броју становника.
|  |

| Демографија | Демографија | Демографија |
| Година      | Становника  | Становника  |
| ----------- | ----------- | ----------- |
| 1948.       | 1.423       |             |
| 1953.       | 1.397       |             |
| 1961.       | 1.262       |             |
| 1971.       | 1.098       |             |
| 1981.       | 932         |             |
| 1991.       | 756         | 751         |
| 2002.       | 660         | 664         |
| 2011.       | 544         |             |

| Етнички састав према попису из 2002. | Етнички састав према попису из 2002. | Етнички састав према попису из 2002. | Етнички састав према попису из 2002. | Етнички састав према попису из 2002. |
| ------------------------------------ | ------------------------------------ | ------------------------------------ | ------------------------------------ | ------------------------------------ |
|                                      |                                      |                                      |                                      |                                      |
| Срби                                 | Срби                                 |                                      | 655                                  | 99,24%                               |
| Црногорци                            | Црногорци                            |                                      | 2                                    | 0,30%                                |
| Хрвати                               | Хрвати                               |                                      | 1                                    | 0,15%                                |
| Муслимани                            | Муслимани                            |                                      | 1                                    | 0,15%                                |
| Мађари                               | Мађари                               |                                      | 1                                    | 0,15%                                |
| непознато                            | непознато                            |                                      | 0                                    | 0,0%                                 |

| \| \| м \| \| \| ж \| \| ? \| 4 \| \| \| 2 \| \| 80+ \| 8 \| \| \| 23 \| \| 75—79 \| 16 \| \| \| 16 \| \| 70—74 \| 29 \| \| \| 28 \| \| 65—69 \| 37 \| \| \| 32 \| \| 60—64 \| 25 \| \| \| 26 \| \| 55—59 \| 12 \| \| \| 24 \| \| 50—54 \| 19 \| \| \| 18 \| \| 45—49 \| 25 \| \| \| 28 \| \| 40—44 \| 13 \| \| \| 14 \| \| 35—39 \| 25 \| \| \| 14 \| \| 30—34 \| 19 \| \| \| 18 \| \| 25—29 \| 17 \| \| \| 16 \| \| 20—24 \| 17 \| \| \| 15 \| \| 15—19 \| 12 \| \| \| 12 \| \| 10—14 \| 22 \| \| \| 15 \| \| 5—9 \| 12 \| \| \| 18 \| \| 0—4 \| 13 \| \| \| 16 \| \| Просек : \| 45,3 \| \| \| 47,0 \| |      |  |  |      |
| |      |  |  |      |
| | м    |  |  | ж    |
| ? | 4    |  |  | 2    |
| 80+ | 8    |  |  | 23   |
| 75—79 | 16   |  |  | 16   |
| 70—74 | 29   |  |  | 28   |
| 65—69 | 37   |  |  | 32   |
| 60—64 | 25   |  |  | 26   |
| 55—59 | 12   |  |  | 24   |
| 50—54 | 19   |  |  | 18   |
| 45—49 | 25   |  |  | 28   |
| 40—44 | 13   |  |  | 14   |
| 35—39 | 25   |  |  | 14   |
| 30—34 | 19   |  |  | 18   |
| 25—29 | 17   |  |  | 16   |
| 20—24 | 17   |  |  | 15   |
| 15—19 | 12   |  |  | 12   |
| 10—14 | 22   |  |  | 15   |
| 5—9 | 12   |  |  | 18   |
| 0—4 | 13   |  |  | 16   |
| Просек : | 45,3 |  |  | 47,0 |

| Година пописа     | 1948. | 1953. | 1961. | 1971. | 1981. | 1991. | 2002. |
| ----------------- | ----- | ----- | ----- | ----- | ----- | ----- | ----- |
| Број домаћинстава | 275   | 276   | 289   | 278   | 255   | 246   | 211   |

| Број чланова      | 1  | 2  | 3  | 4  | 5  | 6  | 7  | 8 | 9 | 10 и више | Просек |
| ----------------- | -- | -- | -- | -- | -- | -- | -- | - | - | --------- | ------ |
| Број домаћинстава | 39 | 74 | 26 | 16 | 26 | 15 | 10 | 4 | 1 | 0         | 3,13   |

| Пол    | Укупно | Неожењен/Неудата | Ожењен/Удата | Удовац/Удовица | Разведен/Разведена | Непознато |
| ------ | ------ | ---------------- | ------------ | -------------- | ------------------ | --------- |
| Мушки  | 278    | 68               | 191          | 12             | 6                  | 1         |
| Женски | 286    | 21               | 194          | 62             | 9                  | 0         |
| УКУПНО | 564    | 89               | 385          | 74             | 15                 | 1         |

| Пол    | Укупно                    | Пољопривреда, лов и шумарство | Рибарство                            | Вађење руде и камена | Прерађивачка индустрија       |
| ------ | ------------------------- | ----------------------------- | ------------------------------------ | -------------------- | ----------------------------- |
| Мушки  | 223                       | 172                           | 0                                    | 0                    | 35                            |
| Женски | 185                       | 152                           | 0                                    | 0                    | 28                            |
| Укупно | 408                       | 324                           | 0                                    | 0                    | 63                            |
|        |                           |                               |                                      |                      |                               |
| Пол    | Производња и снабдевање   | Грађевинарство                | Трговина                             | Хотели и ресторани   | Саобраћај, складиштење и везе |
| Мушки  | 1                         | 1                             | 4                                    | 1                    | 5                             |
| Женски | 0                         | 0                             | 1                                    | 0                    | 0                             |
| Укупно | 1                         | 1                             | 5                                    | 1                    | 5                             |
|        |                           |                               |                                      |                      |                               |
| Пол    | Финансијско посредовање   | Некретнине                    | Државна управа и одбрана             | Образовање           | Здравствени и социјални рад   |
| Мушки  | 0                         | 0                             | 1                                    | 0                    | 1                             |
| Женски | 0                         | 1                             | 1                                    | 1                    | 1                             |
| Укупно | 0                         | 1                             | 2                                    | 1                    | 2                             |
|        |                           |                               |                                      |                      |                               |
| Пол    | Остале услужне активности | Приватна домаћинства          | Екстериторијалне организације и тела | Непознато            | Непознато                     |
| Мушки  | 0                         | 0                             | 0                                    | 2                    | 2                             |
| Женски | 0                         | 0                             | 0                                    | 0                    | 0                             |
| Укупно | 0                         | 0                             | 0                                    | 2                    | 2                             |